# هلیوم مایع

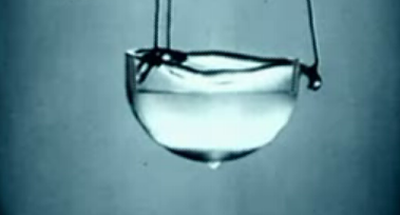
ظرفی از هلیم مایع.

هلیم مایع شکل مایع عنصر گازی هلیم است که در دمای بسیار بسیار پایین ۲۶۹- درجه سانتی گراد (حدود ۴ کلوین) به وجود می‌آید. هلیم مایع نخستین بار در سال ۱۹۰۸ میلادی توسط فیزیکدان آلمانی هایک کامرلینگ اونس و در هلند تهیه شد.
| خواص هلیم مایع                                        | هلیم-۴     | هلیم-۳                                  |
| ----------------------------------------------------- | ---------- | --------------------------------------- |
| نقطه بحرانی (ترمودینامیک)                             | ۵٫۲ K      | ۳٫۳ K                                   |
| نقطه جوش در فشار جو                                   | ۴٫۲ K      | ۳٫۲ K                                   |
| حداقل ذوب فشار                                        | ۲۵ فشار جو | ۲۹ atm در ۰٫۳ K                         |
| ابرشاره transition temperature at saturated فشار بخار | 2.17 K     | 1 mK in the absence of a میدان مغناطیسی |